# Ото Гашчак
Ото Гашчак (словац. Oto Haščák; народився 31 січня 1964 у м. Мартін, ЧССР) — словацький хокеїст, центральний нападник. 
Вихованець хокейної школи ХК «Мартін». Виступав за «Дукла» (Тренчин), ХК «Седертельє», ХК «Вестра Фрелунда», ХК «Кауфбойрен», «Петра» (Всетін), ХК «Злін», «Ессят» (Порі).
У складі національної збірної Чехословаччини (1987—1990) провів 62 матчі (11 голів); учасник зимових Олімпійських ігор 1988, учасник чемпіонатів світу 1989 і 1990. У складі національної збірної Словаччини провів 60 матчів (17 голів); учасник зимових Олімпійських ігор 1994 і 1998, учасник чемпіонатів світу 1994 (група C), 1995 (група B) і 1996, учасник Кубка світу 1996. 
Бронзовий призер чемпіонату світу (1989, 1990). Чемпіон Чехії (1997). Срібний призер чемпіонату Чехословаччини (1989, 1990). Срібний призер чемпіонату Словаччини (2001).
Син: Марек Гашчак.